# Атирауська область
Атирауська область (каз. Атырау облысы) — область в складі Казахстану. До 1991 року — Гур'євська область. Утворена 15 січня 1938 року. Центр — місто Атирау.

## Адміністративний поділ
| № | Район, міська адміністрація | Площа, км² | Населення, осіб (1989) | Населення, осіб (1999) | Населення, осіб (2009) | Населення, осіб (2021) | Центр         | К-ть АО | К-ть НП |
| - | --------------------------- | ---------- | ---------------------- | ---------------------- | ---------------------- | ---------------------- | ------------- | ------- | ------- |
| 1 | Жилиойський район           | 29710,29   | 54195                  | 51656                  | 70156                  | 84908                  | Кульсари      | 7       | 10      |
| 2 | Індерський район            | 10875,96   | 27298                  | 28802                  | 30464                  | 32502                  | Індерборський | 7       | 13      |
| 3 | Ісатайський район           | 16233,89   | 18418                  | 21711                  | 24643                  | 26440                  | Аккістау      | 7       | 16      |
| 4 | Кзилкогинський район        | 20609,13   | 31038                  | 31145                  | 30606                  | 30445                  | Міяли         | 10      | 26      |
| 5 | Курмангазинський район      | 20860,66   | 51593                  | 55579                  | 55502                  | 55843                  | Курмангази    | 19      | 49      |
| 6 | Макатський район            | 4874,75    | 26019                  | 25193                  | 29269                  | 29481                  | Макат         | 3       | 4       |
| 7 | Махамбетський район         | 9545,73    | 22869                  | 24394                  | 25959                  | 28789                  | Махамбет      | 9       | 21      |
| 8 | Атирауська м.а.             | 3769,00    | 199842                 | 212786                 | 258702                 | 385193                 | Атирау        | 7       | 16      |

## Найбільші населені пункти
Населені пункти з чисельністю населення понад 10000 осіб:
| № | Населений пункт | Населення, осіб (1989) | Населення, осіб (1999) | Населення, осіб (2009) | Населення, осіб (2021) |
| - | --------------- | ---------------------- | ---------------------- | ---------------------- | ---------------------- |
| 1 | Атирау          | 149 261                | 151 682                | 180 311                | 306 548                |
| 2 | Кульсари        | 32 652                 | 38 518                 | 51 097                 | 64 458                 |
| 3 | Томарли         | 2 657                  | 3 050                  | 5 036                  | 18 879                 |
| 4 | Індерборський   | 11 232                 | 11 433                 | 12 915                 | 15 664                 |
| 5 | Курмангази      | 10 719                 | 12 419                 | 12 750                 | 14 532                 |
| 6 | Макат           | 14 010                 | 12 593                 | 14 266                 | 13 837                 |
| 7 | Доссор          | 8 600                  | 9 283                  | 11 470                 | 13 806                 |
| 8 | Єркінкала       | 2 099                  | 2 536                  | 3 333                  | 10 939                 |
| 9 | Махамбет        | 7 123                  | 6 685                  | 8 012                  | 10 685                 |

## Населення
Населення — 673601 особа (2021; 525301 у 2009, 451266 у 1999, 431272 у 1989).
Національний склад (станом на 2016 рік):
- казахи — 547634 особи (92,12 %)
- росіяни — 33712 осіб (6,16 %)
- корейці — 3144 особи
- татари — 2329 осіб
- узбеки — 1462 особи
- українці — 771 особа
- каракалпаки — 664 особи
- азербайджанці — 496 осіб
- німці — 484 особи
- вірмени — 344 особи
- даргинці — 262 особи
- болгари — 239 осіб
- білоруси — 221 особа
- чеченці — 174 особи
- лакці — 139 осіб
- греки — 121 особа
- грузини — 114 осіб
- інші — 2201 особа

| Роки      | 2003     | 2004      | 2005     | 2006     | 2007     | 2008     |
| --------- | -------- | --------- | -------- | -------- | -------- | -------- |
| Населення | 451 928  | ▲ 457 215 | ▲463 466 | ▲472 384 | ▲480 687 | ▲490 369 |
|           |          |           |          |          |          |          |
| Роки      | 2009     | 2010      | 2011     | 2012     | 2013     | 2014     |
| Населення | ▲509 123 | ▲520 982  | ▲532 020 | ▲542 987 | ▲555 198 |          |

## Географія
Область розташована на Прикаспійській низовині, на північ і схід від Каспійського моря між низов'ями Волги на північному заході і плато Устюрт на південному сході.
Поверхня рівнинна, невеликі гори на півночі, на кордоні із Західно-Казахстанською областю (Індерські — 150 м), на крайньому південному сході — гори Жельтау (221 м).
Велика частина Прикаспійської низовини лежить нижче за рівень океану, найнижча западина становить −28 м. На Прикаспійській низовині обширні масиви грядкових і барханних пісків (Рин-піски, Тайсойган тощо), поблизу дельти Волги бугри Бера.
Клімат різко континентальний, вкрай посушливий, зі спекотним літом і помірно холодною зимою. Середня температура січня — 3,4°С на півдні, —10,6°С на півночі; липня 26 °C на півдні, 24 °C на півночі. Опадів випадає від 100—116 мм на півдні до180—200 мм на рік на півночі, сніжний покрив нестійкий. Вегетаційний період 230 днів на півдні, 200 днів на півночі. Характерні сильні вітри — пилові бурі і суховії влітку.
Каспійське море у прилеглій до області частині має глибину менш ніж 50 м. Берегова лінія порізана мало, зустрічаються невеликі піщані коси й прибережні острови.
Вздовж північного узбережжя Каспійського моря тягнеться нерідко заболочена очеретяна смуга, в заплавах Урала і Емби — невеликі деревно-чагарникові хащі (тугаї). Лісами і чагарниками зайнято менше 1 % території області.
Збереглися багато диких тварин: хижі (вовк, лис корсак), гризуни (ховрахи, тушканчики, зайці — русак і толай), копитні (кабан, сайгак), птахи (дрохва, стрепет, степовий орел).

## Економіка
Основу економіки Атирауської області складає нафтовидобуток. В області знаходяться такі нафтові родовища як «Тенгіз», «Даулетали», «Жана-Макат», «Боркілдакти», «Східно-Тегенське».
Найбільшими підприємствами регіону є:
- ТОВ «Тенгізшевройл» — виробництво сирої нафти, скрапленого вуглеводневого газу, сірки і осушеного газу.[9]
- Виробнича філія «ЕмбаМунайГаз».
- Атирауський нафтопереробний завод